# タイ国鉄ALD型ディーゼル機関車
タイ国鉄ALD型ディーゼル機関車（タイこくてつALDがたディーゼルきかんしゃ）は、1983年に製造されたタイ国有鉄道の電気式ディーゼル機関車である。その車番から4300形と呼ばれる場合もある。

## 導入の経緯
タイ国鉄では1980年代には全線にわたって軌道強化が進んでおり、これに伴って列車1本当たりの貨物列車重量が増加していた。また、東本線サッタヒープ支線がまもなく開通する予定であり、コンテナ貨物列車にサッタヒープ港からのものが加わり貨物列車本数も増加する予定であった。そこで、輸送力増強の切り札として1975年に投入された大型ディーゼル機関車であるALS型、及びその改良型で当時最新型であったAHK型のさらなる改良型として製造されたのが本形式である。
ほぼ同じ形態であるALS型とAHK型と本形式、及びさらにその後同様の形態で製造されたADD型の4形式は、まとめてALS系とも呼ばれる。

## 車両

### 構造
基本的には元となったAHK型と同様であり、ALS型及びAHK型と同じ16気筒エンジンを1基搭載し、ALS型よりもハイギヤード化されたAHK型と同じ歯車比で最高速度100 km/hを実現している。ただし、マイナーチェンジでエアコンプレッサーの能力が10%近く向上し、牽引力も従来より3.6%向上して25700 kgとなっている。

### 車体
ALS型及びAHK型同様の、角ばった箱型の車体をしている。ALS系全形式とも同じ車体であるため、車番以外の外見からどの形式であるかを判別するのは非常に困難である。ライトについては、前照灯と尾灯が同じ大きさの車両、更新され尾灯が一回り小さくなった車両、さらに近年ではLED化された車両も出現しており、様々な形態の車両が混在している。

### 塗装

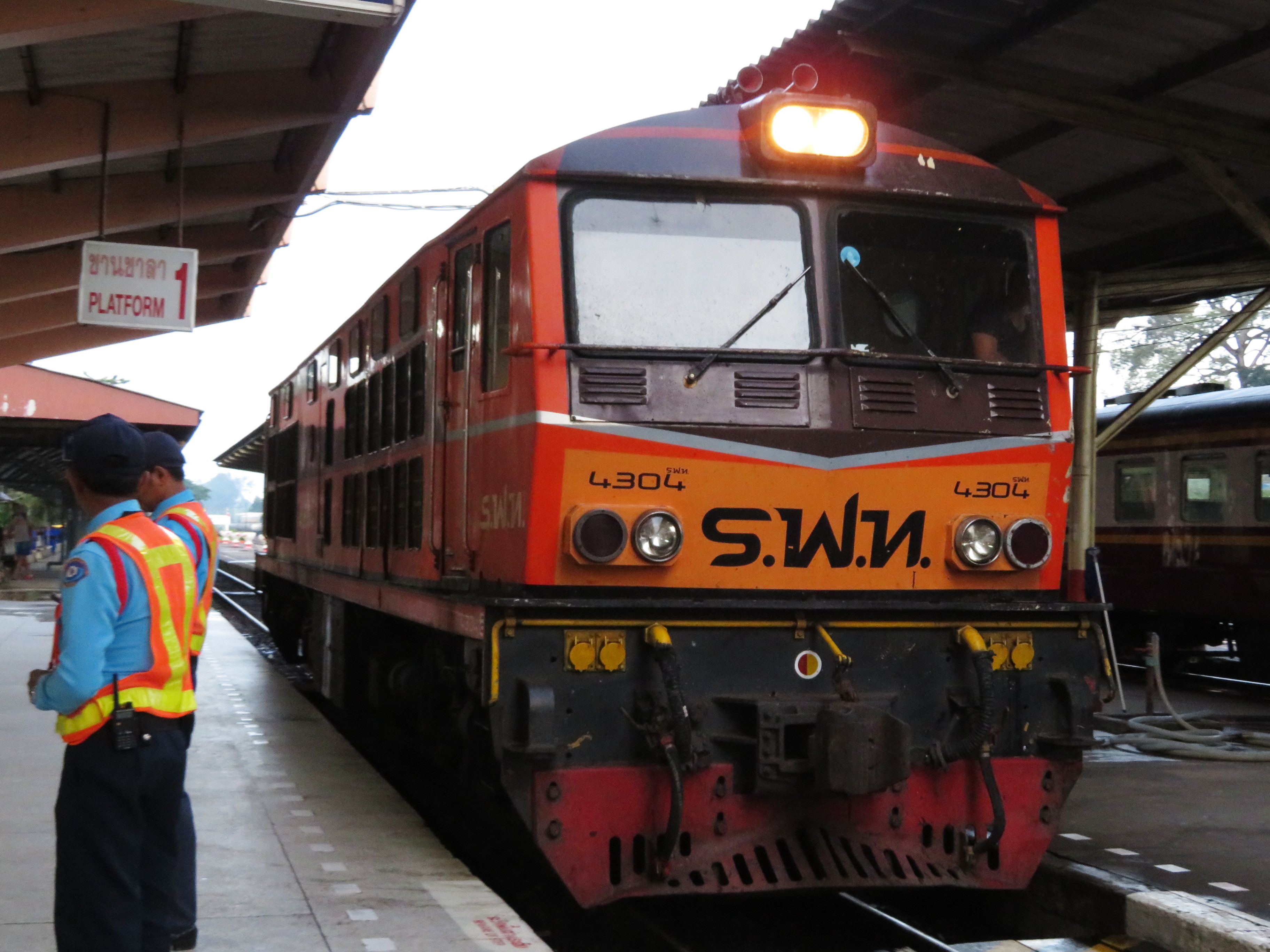
同じ車両でも、向きによって形態が異なる場合がある

塗装は、2019年現在前面が黄色で側面がオレンジ色を基調とした「旧塗装」と、側面は旧塗装と同一で前面が淡いオレンジ色と茶色の「新塗装」が存在する。どちらの塗装も車体全周にわたって細い帯を巻いているが、帯の色は車両によって銀+赤、銀+青、白一色など一定しない。さらに新塗装の車両の一部には車体前面下部に"ร.ฟ.ท."の黒いロゴが大きく入った車両もあり、塗装形態の増加に拍車をかけている。なお近年旧塗装に塗りなおされた車両が出現しており、今後は旧塗装と新塗装の両方が維持されるか、あるいは旧塗装に再統一されるものと思われる。

## 運用
最終的に113両が製造されたALS系は、製造開始から半世紀近く経過した2022年現在でもタイ国鉄のディーゼル機関車の最大勢力であり主力機関車である。導入当初から現在まで、その高出力を活かして前述の同系列3形式とともに特急・急行列車から普通列車、貨物列車のけん引に至るまで幅広く運用されている。また、北本線の急勾配区間であるクンターン峠を擁するナコーンラムパーン - クンターン間において、本形式を含むALS系が補機として特急列車などに連結される。